# 洛島 (南設得蘭群島)

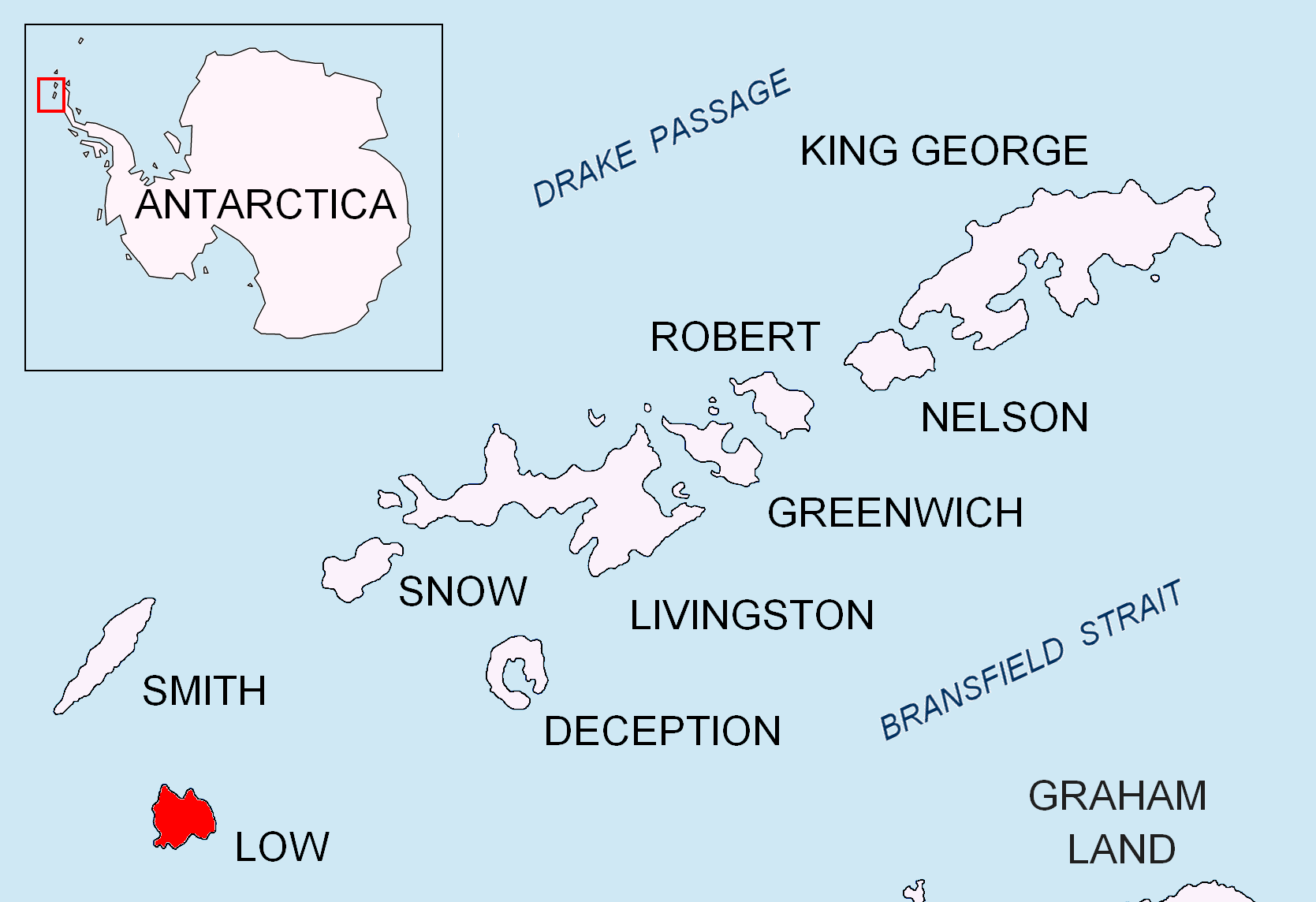

洛島（英語：Low Island）是南極洲的島嶼，位於史密斯島22.5公里的南冰洋海域，屬於南設得蘭群島的一部分，長14公里、寬8公里，面積181.2平方公里，海岸線長度64公里，島上無人居住，英國、阿根廷和智利在南極條約體系下擱置對該島的領土主權要求。

## 外部連結
- SCAR Composite Antarctic Gazetteer（页面存档备份，存于）

63°17′S 62°09′W / 63.283°S 62.150°W